# Stone & Webster
Stone & Webster war ein US-amerikanisches Maschinenbauunternehmen mit Sitz in Stoughton, Massachusetts. Stone & Webster wurde 1889 in Boston von Charles A. Stone und Edwin S. Webster, zwei Studenten der Elektrotechnik am Massachusetts Institute of Technology, gegründet und betätigte sich hauptsächlich im Bereich der Verfahrenstechnik für die Petro- und Chemieindustrie sowie der Stromerzeugung. Das Unternehmen war maßgeblich am Bau von Anlagen und Laboratorien für das Manhattan-Projekt beteiligt.
Stone & Webster wurde im Jahr 2000 von The Shaw Group aufgekauft. 2012 übernahm Technip Stone & Websters Bereich für Verfahrenstechnik von The Shaw Group. Die Übernahme der Shaw Group und somit der verbleibenden Unternehmensteile von Stone & Webster durch die Chicago Bridge & Iron Company führte zur Gründung des Teilunternehmens CB&I Stone & Webster. Dieses umfasste die Kernenergieanwendungen von Stone & Webster und wurde seinerseits 2016 an die Westinghouse Electric Company veräußert. Damit übernahm Westinghouse auch CB&Is Anteil an den  Reaktorprojekten Vogtle und VC Summer und beantragte im März 2017 Gläubigerschutz nach Chapter 11.

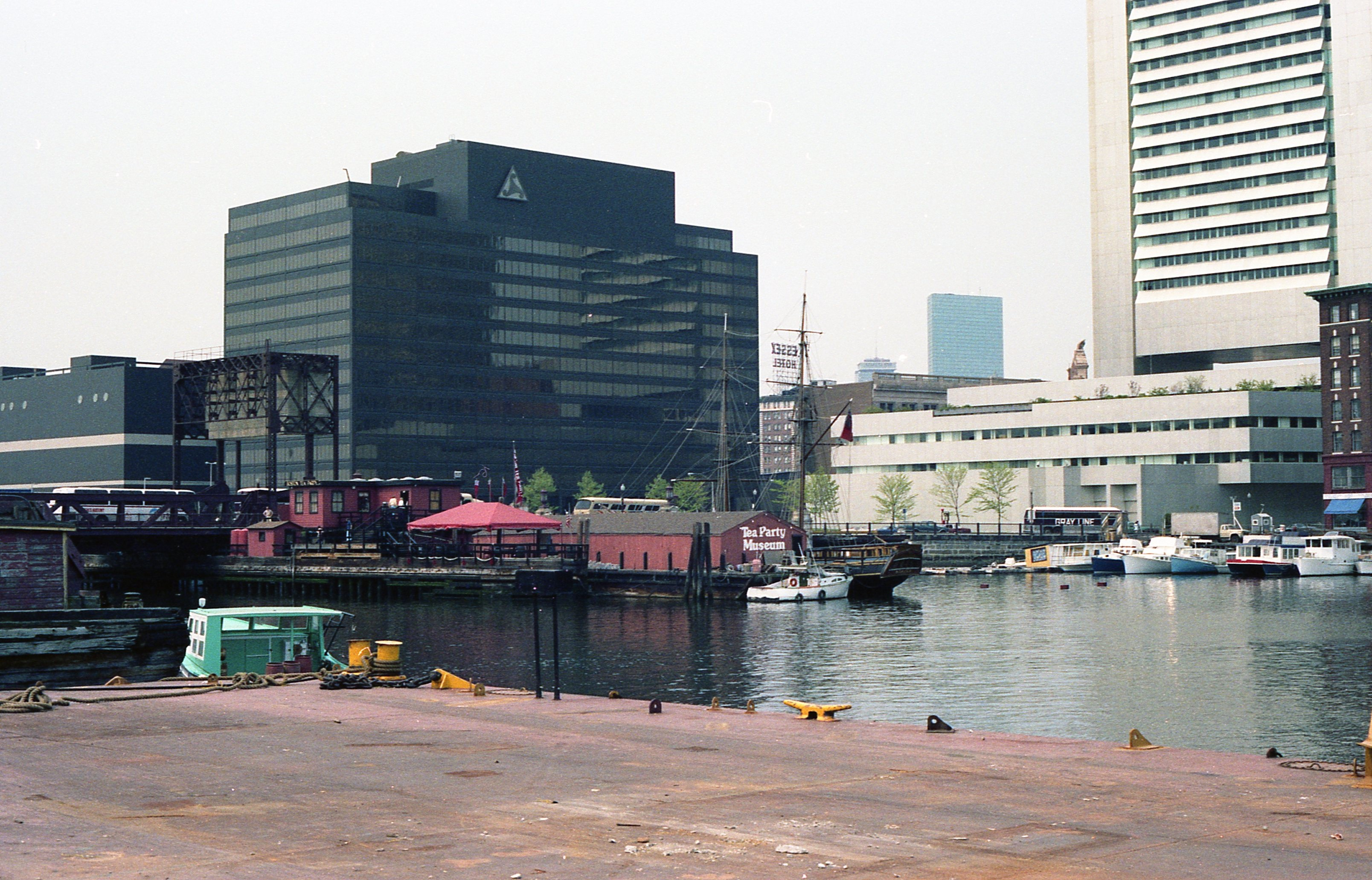
Niederlassung von Stone & Webster in Boston im Jahr 1980